# 外星來的魔女
《外星來的魔女》是原悠衣的日本漫畫作品，由Mag Garden發行的《月刊Comic BLADE》於2006年3月號到2007年6月號之間連載，單行本全3卷。

## 故事簡介
這個世界有兩個星球，分別是「普拉涅特」和只存在於傳說中的「阿爾特密斯」。從小就對阿爾特密斯的存在深信不疑的日月，有一天突然被下了死亡詛咒！為了解除詛咒，日月終於來到了阿爾特密斯，但卻再也回不去了！

## 登場人物
日月
男主角。父親曾告訴有阿爾特密斯的存在故事，並且相信。有天遇見了奇異服裝的魔女，阿爾特密斯確實的存在。
瑪莉
女主角。魔女一族唯一存活百年的瑪莉，來到普拉涅特爲了追黑色惡魔的少女，後來遇見了日月，回到了阿爾特密斯想繼續熱心幫助，但大家稱瑪莉為幽靈的魔女。似乎也藏著不可告知的秘密!
薇歐拉
瑪莉來到普拉涅特時，追逐黑色惡魔少女。而來到普拉涅特時，對著日月說著「救救那個人..」，薇毆拉目的究竟是?
亞斯塔
魔導士，百年前魔導士與魔女族發生戰爭，公主柯蒂莉雅死後，打算復仇毀滅阿爾特密斯星。與瑪莉有著很深的關係，瑪莉拒絕亞斯塔的作為，亞斯塔最後只好奪走瑪莉的魔力。
柯蒂莉雅
與瑪莉和亞斯特有著很深的關係，戰爭死去。但是與薇歐拉有著相似的關連。
潔西卡
老公亞歷克失去記憶，日月和瑪莉的幫助下，亞歷克恢復了記憶。
歐茲
自稱小丑歐茲，作為一個旁觀者看著世界的過去和未來，總是攜帶著雨傘，真實身分是傳說中阿爾特密斯的大大大魔女。一直以來守護著星球。

## 單行本
| 書名           | 出版日期      | ISBN                |
| -------------- | ------------- | ------------------- |
| 外星來的魔女 1 | 2006年9月9日  | ISBN 978-4861273131 |
| 外星來的魔女 2 | 2007年2月10日 | ISBN 978-4861273568 |
| 外星來的魔女 3 | 2007年7月10日 | ISBN 978-4861273971 |

## 外部連結
- Hara Rira（页面存档备份，存于）（原悠衣網站）（日語）